# Auburn (Maine)
Auburn – miasto (city), ośrodek administracyjny hrabstwa Androscoggin, w południowo-zachodniej części stanu Maine, w Stanach Zjednoczonych, położone na zachodnim brzegu rzeki Androscoggin, naprzeciw miasta Lewiston. W 2013 roku miasto liczyło 22 987 mieszkańców. 
Obszar ten zasiedlony został w 1786 roku. W 1842 roku Auburn stało się samodzielną miejscowością, wcześniej stanowiąc część Minot. W 1869 roku Auburn otrzymało prawa miejskie. Nazwa Auburn nawiązuje do wsi przedstawionej w eposie The Deserted Village autorstwa Olivera Goldsmitha.
W przeszłości miasto było ważnym ośrodkiem przemysłu obuwniczego.